# Wilhelmine Lust
Wilhelmine Lust (Países Bajos, 19 de junio de 1932) fue una atleta neerlandesa especializada en la prueba de salto de longitud, en la que consiguió ser subcampeona europea en 1950.

## Carrera deportiva
En el Campeonato Europeo de Atletismo de 1950 ganó la medalla de plata en el salto de longitud, con un salto de 5.63 metros, tras la soviética Valentina Bogdanova (oro con 5.82 metros) y por delante de la finlandesa Maire Osterdahl (bronce con 5.57 metros).